# Chronicon Clarevallense
Chronicon Clarevallense es una crónica latina medieval compuesta por el monje Alberico en Clairvaux (Claraval) a finales del siglo XII.
Se conserva en un único manuscrito, probablemente autógrafo de Alberico. No se limita a listar acontecimientos de la abadía, sino que añade información sobre el contenido de su biblioteca y hechos de figuras religiosas contemporáneas. Se llevó a la imprenta en el siglo XVII, incluyéndose posteriormente en la Patrología Latina, donde se eliminaron los exempla (historia ejemplares) y visiones, que se consideraron ficciones.